# Llengües de Nova Zelanda

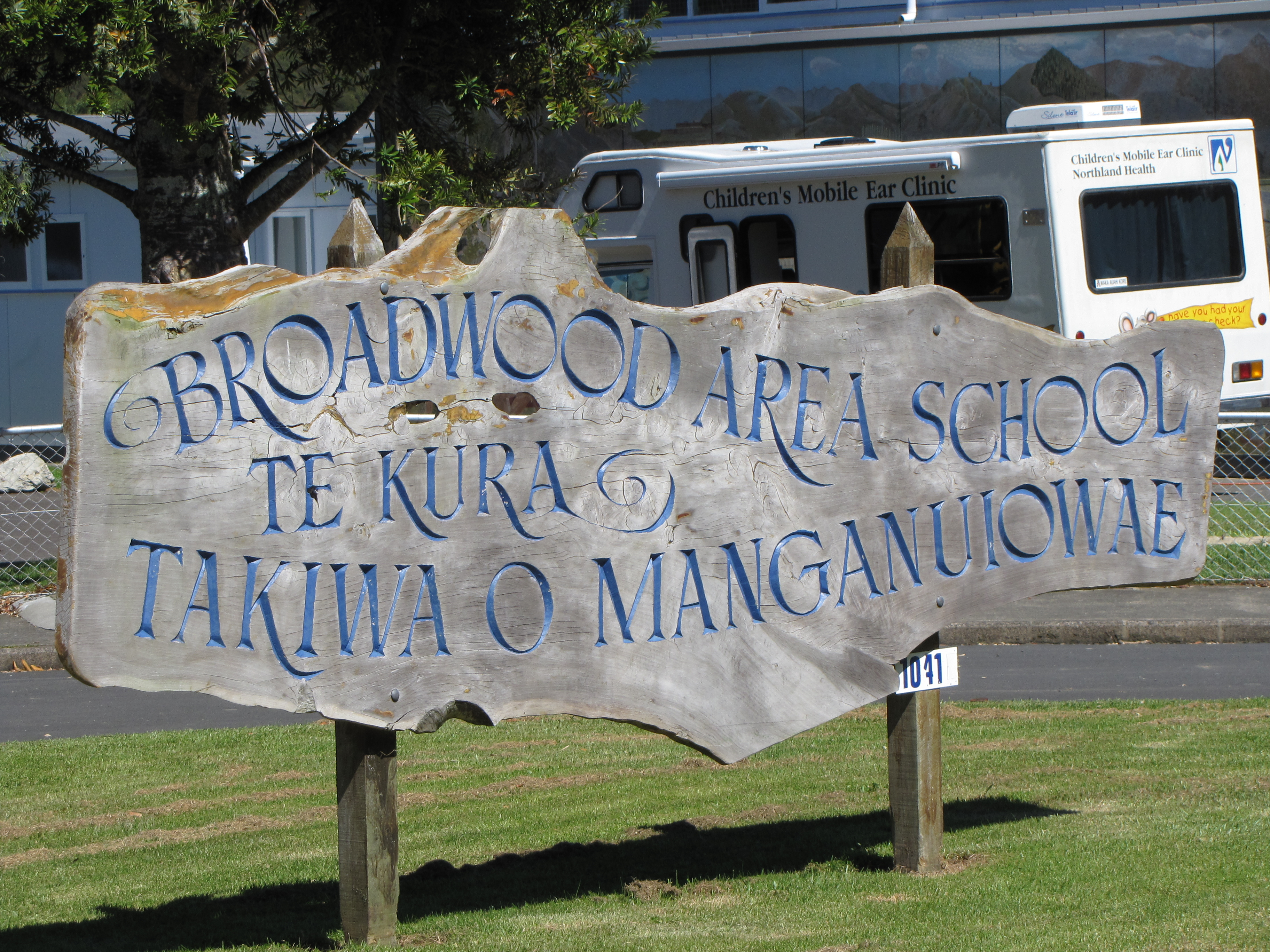
Rètol bilingüe en anglès i maori a la població de Broadwood (Northland).

L'anglès és la llengua predominant i la llengua oficial de facto de Nova Zelanda. Gairebé tota la població el parla com a primera llengua o fluidament com a segona llengua. El dialecte neozelandès és semblant a l'anglès australià en la pronunciació, tot i que amb algunes diferències clau. La llengua pròpia del poble indígena maori es va convertir en la primera llengua oficial de iure del país el 1987. La llengua de signes neozelandesa hi és oficial des del 2006. A banda, les minories ètniques de Nova Zelanda utilitzen moltes altres llengües.

## Llengües oficials
Nova Zelanda té tres llengües oficials: l'anglès (la de facto), el maori i la llengua de signes neozelandesa.
| «                                                           | (anglès) English is already a de facto official language, which may be used in any or all public or official contexts. (...) [W]e legislated te reo [Māori] and sign language as being "official languages", in order to affirmatively grant the right to use them in particular, specified situations where they otherwise could not be used. This is not the case with English. It's simply a general, background cultural presumption in our particular society that this is the language of our government. (...) English is so much an "official language" that our law actually specifies in various places it must be used in place of any other. | (català) L'anglès ja és la llengua oficial de facto, es pot utilitzar en qualsevol context públic o oficial. (...) Vam establir el maori i la llengua de signes com a «llengües oficials» per a garantir efectivament el dret d'usar-les en situacions particulars en què si no, no hauria estat possible. No és el cas de l'anglès. Hi ha estesa la presumpció culturalment arrelada que en la nostra societat l'anglès és la llengua del govern. (...) L'anglès és tan «llengua oficial» que les nostres lleis fins i tot especifiquen que en determinats contextos s'ha d'utilitzar en comptes de qualsevol altra. | » |
| — Andrew Geddis, professor de dret a la Universitat d'Otago | | |   |

### Anglès
L'anglès és l'idioma més comú, parlat amb fluïdesa pel 95,4 % de la població, segons el cens del 2018. És la llengua prevalent des de la dècada del 1860, en què els pākehā van esdevenir majoria al país. És la llengua oficial de facto, i la llengua principal al Parlament, les agències governamentals, els tribunals i el sistema educatiu. Se'n dona perfet l'estatus com a llengua oficial, tot i que no està codificat en la Constitució, igual que passa a Austràlia, el Regne Unit i els Estats Units. De fet, el 2018, un diputat de Nova Zelanda Primer, Clayton Mitchell, va presentar un projecte de llei al Parlament per tal de reconèixer legalment l'anglès com a llengua oficial.
L'anglès neozelandès és majoritàriament no ròtic, amb l'excepció del «southern burr», que es troba sobretot a Southland i parts d'Otago. És semblant a l'anglès australià, amb la qual cosa són indistingibles per a molts angloparlants de l'hemisferi nord. En el dialecte neozelandès, la vocal curta [ɪ] (com en kit) s'ha tornat central, així que quan pronuncien el xibòlet fish and chips, als australians els sona com si fos «fush and chups». Els mots rarely i really, reel i real, doll i dole, pull i pool, witch i which, i full i full, respectivament, poden arribar a ser homòfons. Pel seu tractament de la [r], en l'anglès neozelandès hair, hare, hear i here també són susceptibles d'ésser homòfons. Alguns neozelandesos pronuncien els participis grown, thrown i mown partint-los en dues síl·labes, mentre que groan, throne i moan sempre com a monosíl·labs. A més, sovint responen preguntes o emfatitzen informació amb una entonació ascendent al final de la frase. També és característic de la variant neozelandesa l'ús de manlleus maoris, com ara haka (una dansa de guerra), kia ora (una salutació), mana («poder» o «prestigi»), puku («estómac»), taonga («tresor») i waka (una classe de canoa).

### Maori

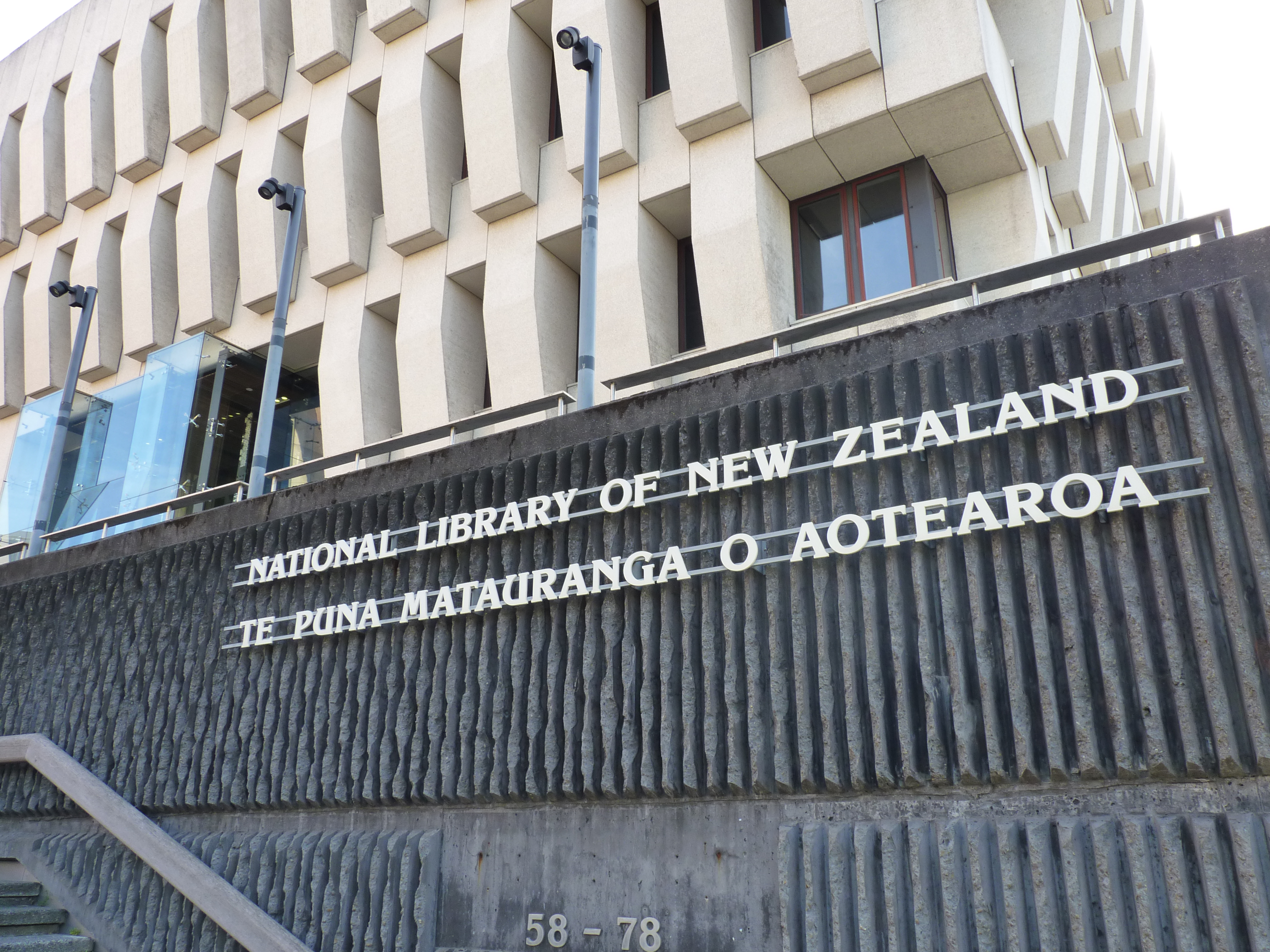
Rètol bilingüe en anglès i maori fora de la Biblioteca Nacional de Nova Zelanda que fa servir el nom maori del país, «Aotearoa».

La llengua maori del poble indígena maori és oficial des del 1987 en compliment del Tractat de Waitangi. La Llei de la llengua maori del 1987 defineix els drets i deures en relació amb el seu ús. Per exemple, es pot parlar en l'àmbit jurídic, com ara davant dels tribunals, però els processos judicials només es registren en anglès, tret que s'acordi el contrari amb el jutge.

El maori, en tant que llengua polinèsia oriental, està estretament emparentat amb el tahitià i el maori de les illes Cook. Després de la Segona Guerra Mundial, es va desencoratjar els maoris a parlar la seva llengua a l'escola i a la feina, i només es mantenia com la llengua d'ús social en comunitats d'unes poques zones remotes. En conseqüència, molts maoris van arribar a veure el maori com una llengua inútil i van optar per no ensenyar-la als seus fills. Des de la dècada del 1970, l'idioma ha viscut un procés de revitalització i n'ha incrementat el nombre de parlants. En el cens poblacional del 2018, de les 185.955 persones (el 4 % dels enquestats) que van afirmar que podien mantenir una conversa en maori, el 86,2 % s'identificava com a maori; per contra, solament el 18,4 % dels que s'identificaven com a maoris parlaven la llengua maori. Actualment, no hi ha cap maori adult que resideixi a Nova Zelanda que no parli anglès.

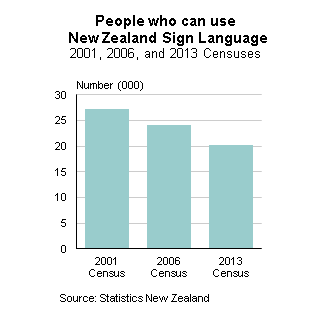
Persones que poden utilitzar la llengua de signes de Nova Zelanda, censos de 2001, 2006 i 2013

### Llengua de signes neozelandesa
La llengua de signes neozelandesa, la principal llengua de la comunitat sorda a Nova Zelanda, és oficial des del 2006, en virtut de la Llei de llengua de signes de Nova Zelanda del 2006. És legal utilitzar-la i poder-hi recórrer en processos judicials i en accedir a serveis governamentals. En el cens del 2018, es va concloure que 22.986 persones (el 0,5 % dels enquestats) es consideraven competents en la dita llengua de signes.

## Llengües dels immigrants
Nova Zelanda té immigrants de d'Europa, Àsia i les illes del Pacífic, que hi han portat les seves respectives llengües. Segons dades del 2017 d'Ethnologue, les llengües estrangeres més parlades a Nova Zelanda són el samoà (86.400), l'hindi (66.300), el mandarí (52.300), el francès (49.100) i el cantonès (44.600). Aquestes llengües són minoritàries al país i es concentren a les grans ciutats, sobretot a Auckland, on hi ha grups d'immigrants recents. En el cens del 2018, 115.830 enquestats que parlaven almenys una llengua no van incloure l'anglès com una de les llengües en qüestió.
El nombre i la proporció de persones plurilingües (les que saben parlar dues llengües o més) ha anat augmentant des del cens del 2001. En el del 2018, el nombre d'individus multilingües era 946.275, és a dir, el 20,6 % dels enquestats que parlaven almenys una llengua. Les proporcions més altes de parlants multilingües corresponien a les regions d'Auckland (30,9 %) i Wellington (21,2 %).

## Estadístiques
Segons el cens del 2018, més del 0,1 % de la població parlava les llengües mostrades en la taula següent. Les persones podien informar que parlaven més d'un idioma, així que els percentatges no sumen 100. Les estadístiques inclouen aquells que no parlaven cap idioma (per exemple, els massa joves per a parlar).
| Llengua                        | Nombre    | Percentatge | Canvi des del 2013 |
| ------------------------------ | --------- | ----------- | ------------------ |
| Anglès                         | 4.482.135 | 95,37 %     | 0,77 %             |
| Maori                          | 185.955   | 3,96 %      | 0,22 %             |
| Samoà                          | 101.937   | 2,17 %      | 0,01 %             |
| Mandarí                        | 95.253    | 2,03 %      | 0,71 %             |
| Hindi                          | 69.471    | 1,48 %      | 0,19 %             |
| Francès                        | 55.116    | 1,17 %      | 0,06 %             |
| Cantonès                       | 52.767    | 1,12 %      | =                  |
| Xinès                          | 51.501    | 1,10 %      | 0,02 %             |
| Tagal                          | 43.278    | 0,92 %      | 0,19 %             |
| Alemany                        | 41.385    | 0,88 %      | 0,04 %             |
| Castellà                       | 38.823    | 0,83 %      | 0,15 %             |
| Afrikaans                      | 36.966    | 0,79 %      | 0,10 %             |
| Tongalès                       | 35.820    | 0,76 %      | 0,04 %             |
| Panjabi                        | 34.227    | 0,73 %      | 0,23 %             |
| Coreà                          | 31.323    | 0,67 %      | =                  |
| Hindi de Fiji                  | 26.805    | 0,57 %      | 0,53 %             |
| Japonès                        | 24.885    | 0,53 %      | 0,02 %             |
| Neerlandès                     | 23.343    | 0,50 %      | 0,11 %             |
| Llengua de signes neozelandesa | 22.986    | 0,49 %      | 0,02 %             |
| Gujarati                       | 22.200    | 0,47 %      | 0,03 %             |
| Rus                            | 12.543    | 0,27 %      | 0,03 %             |
| Àrab                           | 12.399    | 0,26 %      | 0,01 %             |
| Portuguès                      | 10.569    | 0,22 %      | 0,08 %             |
| Tàmil                          | 10.107    | 0,22 %      | 0,04 %             |
| Italià                         | 9.903     | 0,21 %      | =                  |
| Tai                            | 9.066     | 0,19 %      | =                  |
| Malaiàlam                      | 9.024     | 0,19 %      | 0,08 %             |
| Malai                          | 8.097     | 0,17 %      | =                  |
| Maori de les illes Cook        | 7.833     | 0,17 %      | 0,04 %             |
| Urdú                           | 7.824     | 0,17 %      | 0,04 %             |
| Vietnamita                     | 7.755     | 0,17 %      | 0,03 %             |
| Khmer                          | 7.551     | 0,16 %      | 0,01 %             |
| Singalès                       | 7.266     | 0,15 %      | 0,02 %             |
| Fijià                          | 7.143     | 0,15 %      | 0,01 %             |
| Persa                          | 7.002     | 0,15 %      | 0,02 %             |
| Indonesi                       | 6.282     | 0,13 %      | 0,01 %             |
| Min                            | 5.760     | 0,12 %      | 0,01 %             |
| Telugu                         | 5.754     | 0,12 %      | 0,04 %             |
| Serbocroat                     | 5.502     | 0,12 %      | 0,02 %             |
| Marathi                        | 4.770     | 0,10 %      | 0,03 %             |
| Cap                            | 101.751   | 2,17 %      | 0,47 %             |
| Total                          | 4.699.716 | 100 %       | =                  |

### Desglossament regional
Segons el cens de 2018, l'anglès és la llengua més parlada en tots els districtes de Nova Zelanda. El maori és la segona llengua més parlada en 60 de les 67 ciutats i districtes que conformen Nova Zelanda. D'altra banda, les segones llengües més parlades a les set ciutats i districtes restants són el samoà a la Regió d'Auckland i la ciutat de Porirua, el francès a Wellington (la capital del país), el tagal al districte d'Ashburton (a l'Illa del Sud), l'alemany al districte de Tasman i el castellà als districtes de Mackenzie (també a l'Illa del Sud) i Queenstown-Lakes (a la regió d'Otago).